# Мирјана Илић
Мирјана Илић (4. јун 1974 — 24. јул 2004) је била вицешампионка каратеа и првакиња бодибилдинга из Пирота.

## Биографија
Мирјана је завршила основну и средњу школу у Пироту. 
Почела је да тренира карате 1989. године у клубу Раднички Пирот. Две године касније је стекла црни појас а у међувремену је постигла одличне резултате и 1990. је постала вицешампионка Југославије. У том периоду је одустала од каратеа после освајања много медаља и пехара и хтела да се бави нечим другим. Остала је међутим, помоћни тренер каратеа у клубу. 
Почела је да се бави бодибилдингом те је на такмичењу у Смедереву 1994. године освојила четврто место. Следеће године је освојила сребрну медаљу на Купу Југославије. Мирјана је почела да импровизује бодибилдинг са примесама финтеса. 1995. је постала првакиња Југославије у бодибилдингу.
Исте године је на такмичењу у Софији освојила треће место. На такмичењу у Италији у месту Сан Ђорђо је освојила друго место у ILLB федерацији. 
Златну медаљу је освојила у Бирмингему где се одржао Европски скуп најбољих у бодибилдингу, и у Солуну на првенству Балкана. 1999. године је поново освојила прво место на првенству Балкана. После тога се више није бавила бодибилдингом.
Добила је позив да учествује на такмичењу Мис унивезум у Лондону али није могла да оде из земље за време НАТО бомбардовања. 
Извршила је самоубиство 2004. године у родном граду.